# 佐土原町上田島
佐土原町上田島（さどわらちょうかみたじま）は、宮崎県宮崎市の地名。佐土原地域自治区に属している。郵便番号は880-0301。

## 地理
宮崎市の北部、旧佐土原町の北西部に位置する。西都市、児湯郡新富町と接する。また、三財川沿いに宮崎市最北端の地がある。
佐土原町下田島、佐土原町東上那珂、佐土原町西上那珂、西都市岩爪、西都市鹿野田、西都市黒生野、西都市現王島、新富町伊倉、新富町新田と接する。
西都市現王島、新富町伊倉、新富町新田の間で境界変更が行われた経緯があるが、地理院地図や法務局登記所備付地図で違いが発生している地域がある。（法務局登記所備付地図データでは佐土原町伊倉や、新富町上田島となっている地名がみられる）

## 歴史
- 2006年1月1日：佐土原町が宮崎市に編入。

## 世帯数と人口
2023年（令和5年）4月1日現在の世帯数と人口は以下の通りである。
| 町丁           | 世帯数   | 人口   |
| -------------- | -------- | ------ |
| 佐土原町上田島 | 2364世帯 | 4813人 |

## 小・中学校の学区
市立小・中学校に通う場合、学区は以下の通りとなる。
| 町名                 | 小学校               | 中学校               |
| -------------------- | -------------------- | -------------------- |
| 佐土原町上田島の一部 | 宮崎市立那珂小学校   | 宮崎市立佐土原中学校 |
| 佐土原町上田島の一部 | 宮崎市立佐土原小学校 | 宮崎市立佐土原中学校 |

## 交通

### バス
宮交グループの運営するバスが営業している。

### 道路
- 東九州自動車道（通過のみ）

- 国道219号（春田バイパス）
- 宮崎県道44号宮崎高鍋線
- 宮崎県道324号札の元佐土原線
- 宮崎県道326号宮本新町線

## 施設
- 佐土原城跡